# Грб Пожеге
Грб Пожеге је подељен на четири дела, од којих први и трећи плаве боје а други и четврти црвене боје, док је у средини преко њих белим обрубљени диск плаве боје са златним теразијама. Изнад њега је сребрна бедемска круна са три видљива мерлона.